# Peromyscus perfulvus
Peromyscus perfulvus е вид бозайник от семейство Хомякови (Cricetidae).

## Разпространение
Видът е разпространен в Мексико.